# Antonino Sersale

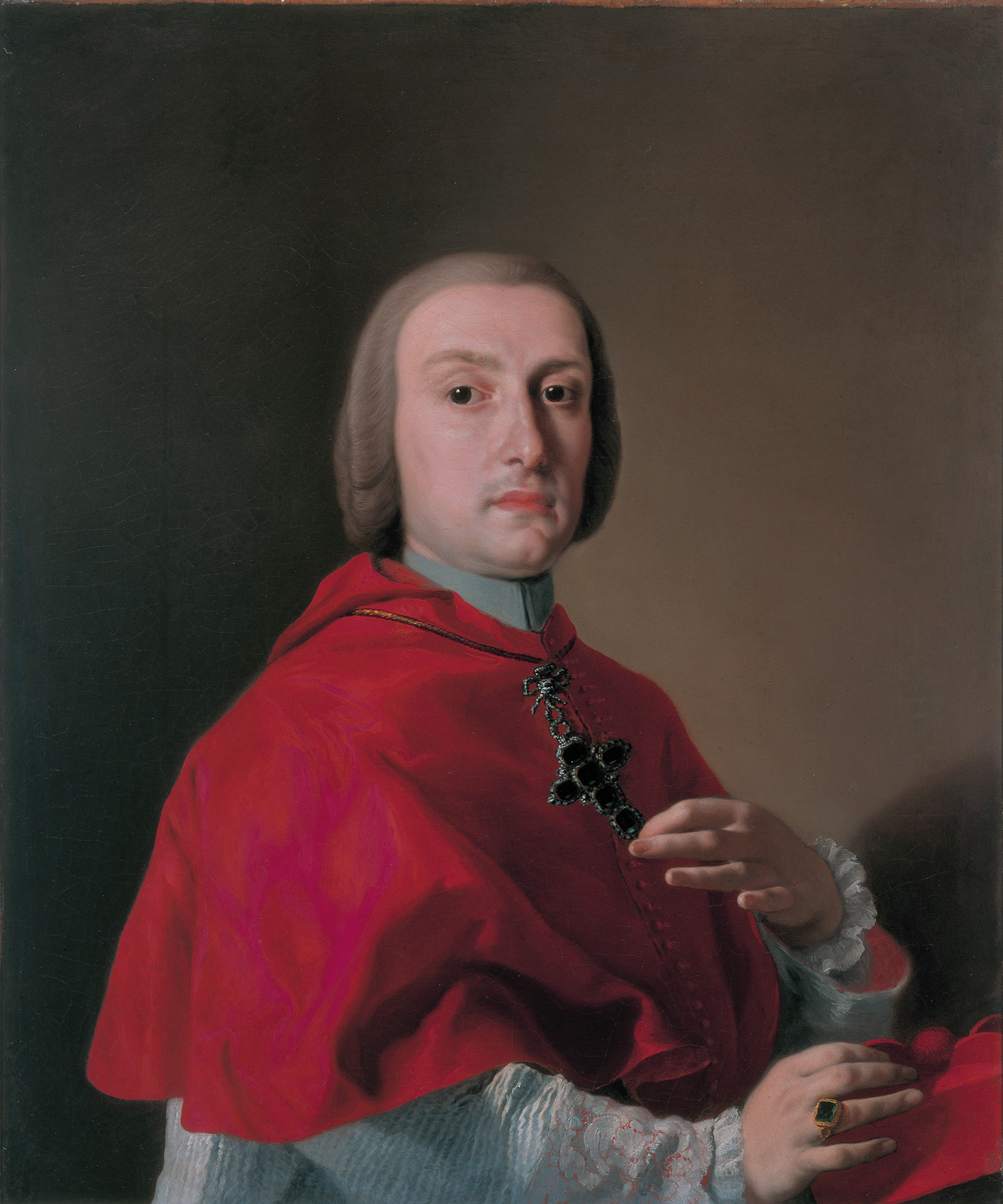
Antonino Sersale, kardinaal-aartsbisschop van Napels

Antonino Sersale (Sorrento, 25 of 26 juni 1702 – Napels, 24 juni 1775) was kardinaal-aartsbisschop in het koninkrijk Napels. Hij bekleedde achtereenvolgens de aartsbisschoppelijke zetels van Brindisi (1743-1750), Tarente (1750-1754) en Napels zelf (1754-1775).

## Levensloop
Sersale werd geboren als zoon van Cesare Sersale, heer van Capua, en Anna Maria Antonia Antinori. Hij groeide op bij zijn oom, Antonio Antinori, en ging vrij jong in het priesterseminarie in Napels. In 1725 werd hij tot priester gewijd; hij sloot zich aan bij Santa Maria Regina degli Apostoli, een priestergenootschap in het koninkrijk Napels. Als predikant en biechtvader in zijn geboortestad Sorrento haalde hij ruime bekendheid. In 1741 werd Sersale kanunnik aan de kathedraal van Napels, alsook hofpredikant voor het Bourbon vorstenhuis. Ondertussen doctoreerde hij in de beide rechten of utroque iure aan de universiteit van Napels (1743). 
Datzelfde jaar liet koning Karel VII van Napels Sersale wijden tot aartsbisschop van Brindisi. Zijn taak bestond erin de schade aan de kathedraal en priesterseminarie van Brindisi te herstellen. De aardbeving van 20 februari 1743 had zware schade berokkend. Sersale plande de herstelwerken.
In 1750 kreeg Sarsele de benoeming tot aartsbisschop van Tarente, gevolgd in 1754 tot aartsbisschop van Napels. Dit laatste ging gepaard met het verwerven van de kardinaalshoed in 1754. Sarsele werd kardinaal-priester van de Santa Pudenziana titelkerk in Rome. Tijdens zijn pastorale bezoeken in het aartsbisdom Napels kreeg Sarsele tegenwind omdat de geestelijkheid hem zag als een handlanger van de Bourbon dynastie. De priesters vreesden namelijk dat het koninklijk hof zich te veel met hen zou bemoeien na een bezoek door kardinaal Sarsele. In de stad Napels liet Sarsele zich sterk beïnvloeden door Alfonsus van Liguori, bisschop van Sant'Agata de' Goti nabij Napels. Alfonsus werd later heilig verklaard. Onder diens invloed liet Sarsele katecheselessen geven in de volkswijken.
Als kardinaal nam Sarsele deel aan verschillende conclaven. Het dichtst stond Sarsele bij de pausverkiezing in het conclaaf van 1769. Koning Ferdinand I van Napels steunde volop de pausverkiezing van Sarsele; kardinalen uit de strekking van jansenisten en anti-jezuïeten steunden mee Sarsele. Hij verloor de pausverkiezing ten voordele van Giovanni Ganganelli, paus Clemens XIV. Franse en Spaanse kardinalen hadden namelijk tegen Sarsele gestemd.
Na zijn dood werd hij in een praalgraf in de kathedraal van Napels gelegd. Het praalgraf was het werk van Giuseppe Sammartino.